# Edgar Peña Parra
Edgar Peña Parra (Maracaibo, 16 maart 1960) is een Venezolaans geestelijke en een aartsbisschop van de Rooms-Katholieke Kerk, werkzaam bij de Romeinse Curie.
Peña Parra studeerde filosofie in San Cristóbal en theologie in Lima. Hij werd op 23 augustus 1985 priester gewijd. Vervolgens studeerde hij in Rome canoniek recht aan de Pauselijke Universiteit Gregoriana en internationaal recht aan de Pauselijke Ecclesiastische Academie.
Peña Parra trad op 1 april 1993 in dienst van de Romeinse Curie. Hij was werkzaam aan de nuntiaturen in Kenia, Joegoslavië, Zuid-Afrika, Honduras en Mexico.
Op 8 januari 2011 werd Peña Parra benoemd tot titulair aartsbisschop van Thelepte, en op 2 februari 2011 tot apostolisch nuntius voor Pakistan. Zijn bisschopswijding vond plaats op 5 februari 2011. Op 21 februari 2015 werd hij benoemd tot nuntius voor Mozambique.
Op 15 augustus 2018 werd bekendgemaakt dat Peña Parra met ingang van 15 oktober 2018 benoemd is tot Substituut voor Algemene Aangelegenheden bij het Secretariaat voor Algemene Zaken van de Romeinse Curie.